# Deutsche Akademie für Landeskunde
Die Deutsche Akademie für Geographische Regionalforschung, zuvor Deutsche Akademie für Landeskunde (DAL, bis 1995 Zentralausschuß für deutsche Landeskunde) ist ein gemeinnütziger eingetragener Verein mit Sitz in Leipzig, der sich der geographischen Landesforschung im deutschsprachigen Mitteleuropa widmet.
Die DAL wurde 1882 im Zuge des Deutschen Geographentages in Halle gegründet.

## Ziele und Arbeitsfelder
Zu den grundlegenden Zielen der DAL gehört die Förderung der geographischen Landesforschung. Zu diesem Zweck arbeitet sie mit Wissenschaftlern, öffentlichen Einrichtungen sowie privaten Institutionen und Unternehmen zusammen. Mit ihnen werden auf verschiedensten Tagungen und Kongressen die aktuellen Ergebnisse sowie neue Ansätze der geographischen Forschung diskutiert. Auf politischer Ebene berät die DAL Entscheidungsträger in Fragen der Landes- und Regionalplanung. Durch Veröffentlichungen wissenschaftlicher Publikationen werden die gewonnenen Ergebnisse dem Fachpublikum zugänglich gemacht.
Die Arbeit der DAL lässt sich derzeit in fünf Bereiche aufteilen, die jeweils von einem ordentlichen Mitglied geleitet werden: Kooperation und Koordination, Kulturlandschaftsentwicklung, Ökologische Landschaftsanalyse und Umweltbewertung, Landeskunde und Regionale Geographie sowie Planung und Politikberatung. Diese Bereiche umfassen dabei meist mehrere Arbeitskreise und kleinere Arbeitsgruppen. Während die Arbeitskreise längerfristig zu bearbeitende Themenfelder umfassen, handelt es sich bei den Arbeitsgruppen in der Regel um kürzer angelegte Projekte.

## Mitglieder
Die Akademie hat derzeit 65 Mitglieder, darunter 39 ordentliche Mitglieder. Vorsitzender ist der Bochumer Geomorphologe Harald Zepp. Der Großteil der Mitglieder sind Professoren an Universitäten in Deutschland, Österreich und der Schweiz, darunter bekannte Geographen wie Hans Heinrich Blotevogel, Heinz Heineberg, Hans Gebhardt und Karl Ruppert.

## Verlag
Seit 1975 betreibt der Verein einen Selbstverlag und gibt anerkannte Publikationen wie die Vierteljahresschrift Berichte. Geographie und Landeskunde (bis 2012 Berichte zur deutschen Landeskunde) oder die Forschungen zur deutschen Landeskunde heraus.

## Robert-Gradmann-Medaille
Seit 1965 verleiht die DAL (damals noch als Zentralausschuß für deutsche Landeskunde) die Robert-Gradmann-Medaille für außerordentliche Verdienste um die deutsche Landeskunde. Die erste Verleihung erfolgte aus Anlass des hundertsten Geburtstages des deutschen Geographen Robert Gradmann.